# Schießbefehl

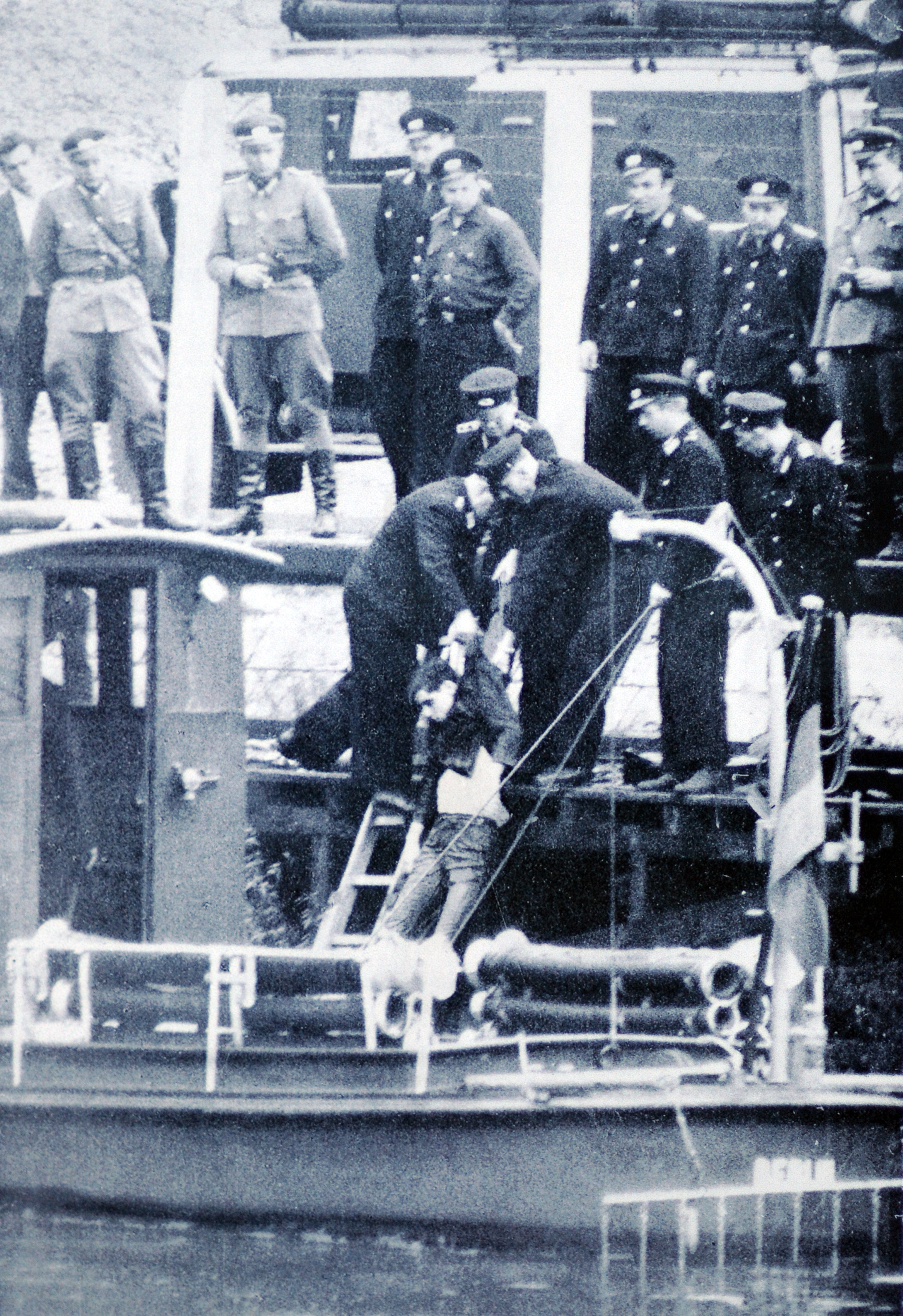
Berging van de doodgeschoten vluchteling Günter Litfin op 24 augustus 1961

De Duitse term Schießbefehl (Schietbevel) is de gebruikelijke naam van de instructie van het DDR-regime aan de grenspolitie en de grenstroepen om te schieten op personen die de Duits-Duitse grens buiten de officiële grensovergangen probeerden over te steken.
Wanneer vluchtelingen aan de grens werden aangetroffen was de voorgeschreven procedure als volgt:
- Eerst roepen: Halt, stehenbleiben, oder ich schieße! (Stop, blijven staan, of ik schiet!).
- Vervolgens werd een waarschuwingsschot gelost. De grenstroepen gebruikten Kalasjnikov AK-47 machinegeweren.
- Als laatste werd gericht geschoten, bij voorkeur op de benen, om de vluchteling te stoppen.

De grenstroepen hadden de instructie niet in de richting van het grondgebied van West-Berlijn en de Bondsrepubliek te vuren. Een vluchteling was dan ook veilig als hij de grens reeds gepasseerd was.
Wanneer een grenssoldaat een vluchteling kon tegenhouden werd hij geldelijk beloond en kreeg hij een prestatieverlof. Wanneer een vluchteling succesvol de grens had overgestoken werden de betrokken soldaten disciplinair gestraft, soms met opsluiting in de beruchte militaire gevangenis van Schwedt. 
Iedere vluchtpoging werd onderzocht door militaire aanklagers en het Ministerium für Staatssicherheit, de Stasi. Als een vluchteling gedood was kreeg de familie bindende instructies over de begrafenis. Rouwadvertenties mochten niet worden geplaatst.
In het westen werden grensincidenten onderzocht en geregistreerd door de Bundesgrenzschutz in de Bondsrepubliek en in Berlijn door de militaire politie van de westelijke bezettingsmachten.
In totaal werden minimaal 270 mensen aan de Duits-Duitse grens doodgeschoten. Het laatste slachtoffer was Chris Gueffroy op 6 februari 1989 aan de Berlijnse Muur.

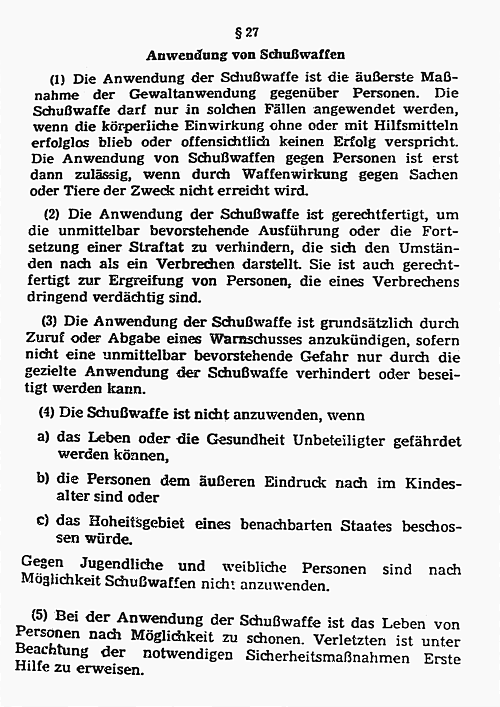
DDR-grenswet § 27 m.b.t. vuurwapengebruik
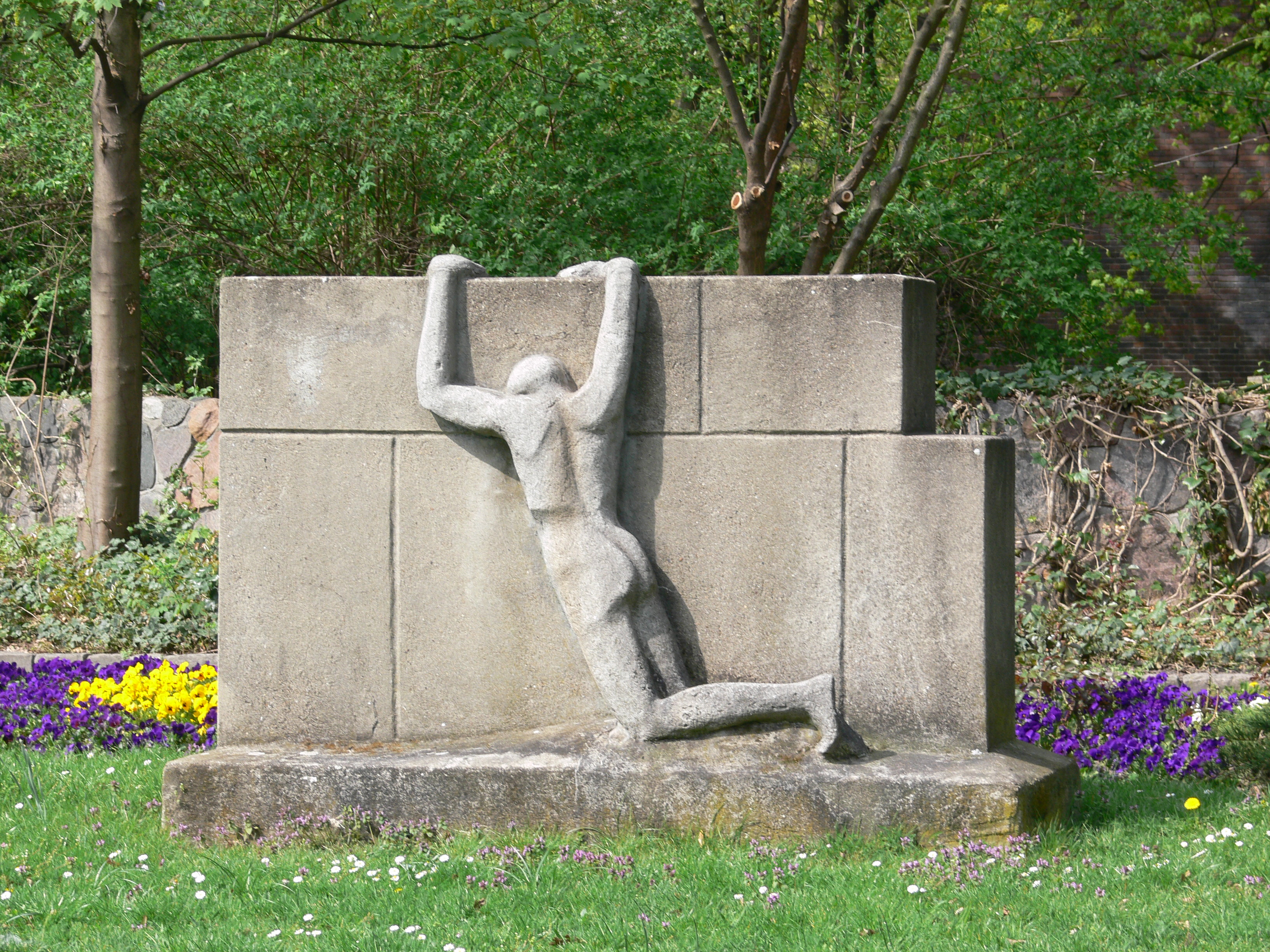
Monument in Berlijn voor de slachtoffers